# Sheck Wes
Sheck Wes, właściwie Khadimou Rassoul Cheikh Fall (ur. 10 września 1998) – amerykański raper, autor tekstów i model.

## Wczesne życie
Sheck Wes urodził się 10 września 1998 roku w dzielnicy Harlem w Nowym Jorku. W wieku 5 lat przeprowadził się do Milwaukee, gdzie mieszkał przez 9 lat. W wieku 14 lat Sheck przeprowadził się z powrotem do Nowego Jorku. Wes dorastał z amerykańskim koszykarzem Mohamedem Bamba.

## Kariera

### 2017-teraz:Mudboy
W lutym 2018 podpisał kontrakt z wytwórnią rapera Kanye Westa GOOD Music, i wytwórnią rapera Travisa Scotta Cactus Jack Records. W 2017 roku wypuścił singiel Mo Bamba, który zaczął podbijać listy przebojów w połowie 2018 roku, m.in. zajął 10 miejsce na liście Billboard Hot 100.
5 października wydał swój pierwszy album Mudboy.

## Dyskografia

### Albumy studyjne
- Mudboy (2018)